# 이치키 기토쿠로
이치키 기토쿠로(일본어: 一木 喜德郎 이치키 키토쿠로[*], 1867년 5월 7일 ~ 1944년 12월 17일)는 다이쇼, 쇼와 시대 일본의 내무 관료, 법학자, 정치인이다. 문부대신, 내무대신, 내무대신, 추밀원 의장 등을 지냈다.

## 생애
이치키는 1867년, 지금의 시즈오카현 가케가와시인 도토미국 사노군(佐野郡) 구라미촌(倉真村)에서 태어났다. 1887년 도쿄 제국대학 법과 대학 학위를 취득하고, 같은 해 내무성에 들어갔다. 1890년 독일에 유학해 행정법을 배웠고, 1894년 일본으로 귀국했다. 이후 도쿄 제국대학 법과 대학 교수로 재직하다가 1900년 귀족원 의원에 칙선되었다.
1902년 법제국 장관이 되었으며, 1914년 제2차 오쿠마 내각의 문부대신으로 입각했다. 1915년 내무대신으로 자리를 옮겼고, 1917년 8월엔 추밀고문관에 임명되면서 귀족원 의원직을 사퇴했다. 1925년 궁내대신에 취임하여 다이쇼 천황의 국상 중엔 대상사 차관(大喪使次官)을 맡았다. 1933년 4월 25일, 다년의 공적으로 남작 작위를 받았으며, 이듬해엔 추밀원 의장이 되었다.
추밀원 의장 재임 중, 천황기관설의 제창자로서, 제자인 도쿄제국 대학 교수 미노베 다쓰키치와 함께 비난당했고, 1936년 2·26 사건이 터져 내대신(内大臣) 사이토 마코토가 살해되자, 후임이 결정될 때까지 하루 동안만 내대신을 맡았다.

## 같이 보기
- 천황기관설
- 2·26 사건